# Contea di Jianshui
La contea di Jianshui (建水县S, Jiànshuǐ XiànP) è una contea della Cina, situata nella provincia di Yunnan e amministrata dalla prefettura autonoma hani e yi di Honghe.